# 838년

## 연호
- 당(唐) 개성(開成) 3년
- 일본(日本) 조와(承和) 5년

## 기년
- 당(唐) 문종(文宗) 12년
- 신라(新羅) 희강왕(僖康王) 3년 / 민애왕(閔哀王) 원년
- 발해(渤海) 대이진(大彝震) 9년

## 사건
- 신라, 희강왕이 스스로 목숨을 끊음.
- 충공의 아들 김명이 왕의 자리에 오름.

## 사망
- 신라(新羅) 43대 왕 희강왕(僖康王)